# Rami Gershon
Rami Gershon (in ebraico רמי גרשון‎?; Rishon LeZion, 12 agosto 1988) è un calciatore israeliano, difensore del Maccabi Haifa.

## Palmarès

### Competizioni nazionali
- Campionato scozzese: 1

Celtic: 2012-2013
- Coppa di Scozia: 1

Celtic: 2012-2013
- Campionato belga: 1

Gent: 2014-2015
- Campionato israeliano: 2

Maccabi Haifa: 2020-2021, 2021-2022
- Supercoppa d'Israele: 1

Maccabi Haifa: 2021
- Coppa di Lega israeliana: 1

Maccabi Haifa: 2021-2022